# 紅蜻蜓 (童謠)
《紅蜻蜓》（日語：赤とんぼ、赤蜻蛉、あかとんぼ）是一首日本童謠，由三木露风作詞、山田耕筰作曲。歌曲描繪了主人公夕陽西下時看到紅蜻蜓而產生思鄉之情的場景。
這首曲子與羅伯特·舒曼的《Introduction and Concert-Allegro, Op. 134》反複出現了18次的旋律極為相似，曲调体现了20世紀初的舊口音。

## 歌词来历
三木露风（1889–1964）於1921年写下此诗。这首诗的写意是主人公回忆起他的婴儿期，并被背在姐姐的背上（或是他的保姆，因为歌词模棱两可）。主人公想念那个在15岁时结婚，并且已经搬离村庄音讯全无的像母亲一般的人。
作者也有相似背景。他妈妈在15岁就已结婚，而父母早在他5岁时就离婚了，其母离开后再也没有回来。他随后由他的爷爷抚养。
在三木露风12岁时，在他在发表本诗的10年前，他完成了诗的最后三行：

晚霞的红蜻蜓

停在竹子枝头等待
三木露风的妈妈碧川之人（1871—1962）是明治时期日本女性运动的重要人物。她的墓碑上雕刻着文字：“小蜻蜓的妈妈，在这里休息”。 三木露风则在两年后因车祸死亡，享年76岁。
在2016年出版的书《日本当代音乐》中，作者日本音乐兼文化评论家Jennifer Milioto Matsue写道：
这首歌使用红色蜻蜓的图像唤起了过去的怀旧情怀，当然还带给人们古老的乡村住所 furusato [hometown]. ... [歌曲] 激发了我们所有童年时期所有"母亲"的渴望。这些路线同样反映了亲人离开时人们内心的空虚，这是二十世纪初现代日本快速城市化过程中越来越普遍的现象。
现在的歌词是：

晚霞中的红蜻蜓，

请你告诉我，

童年时代遇到你，

那是哪一天？

提起小篮来到山上，

桑树绿如荫，

采到桑果放进小篮，

难道是梦影？

十五岁的小姐姐，

嫁到远方，

别了故乡久久不能回，

音信也渺茫。

晚霞中的红蜻蜓呀，

你在那里哟，

停歇在那竹竿尖上，

是那红蜻蜓。

## 歷史
這首歌是三木露風於大正10年（1921年）經過故鄉兵庫縣揖保郡龍野町（現在的龍野市）時回憶起童年時代而作成的歌曲，當時發表在童謠集《真珠島》上。昭和2年（1927年）由山田耕筰作曲。龍野市的童謡小徑有《紅蜻蜓》的紀念碑。此外在埼玉縣久喜市的久喜青葉團地内的童謡小道也立有其歌碑。平成19年（2007年）入選日本歌百選。
昭和30年（1955年）2月和昭和36年首映的電影《ここに泉あり》及《夕やけ小やけの赤とんぼ》都使用了這首歌作為插曲，全部由山田耕筰親自演奏。
昭和40年（1965年）10月NHK的節目《大家的歌》介紹了這首歌曲，此時編曲為荒谷俊治，由NHK東京兒童合唱團演唱，画面使用谷内六郎製作的静止画面。

音译版如下